# Visuell kommunikation
Visuell kommunikation är ett samlingsnamn som innefattar disciplinerna grafisk formgivning, digital kommunikation, animation, illustration, foto, film och typografi.
Visuell kommunikation är ett begrepp som på flera håll ersatt namnet på utbildningar som tidigare bland annat benämndes med grafisk design, reklam- och mediakommunikation. Visuell kommunikation bedrivs med hjälp av en visuell identitet på ett företag, varumärke eller produkt.
Design- och högskolor som erbjuder utbildning inom reklam och visuell kommunikation i Sverige är Malmö högskola, Beckmans Designhögskola, Berghs School of Communication, Forsbergs Skola, Hyper Island, Konstfack, Linnéuniversitetet, Karlstads Universitet, Luleå tekniska universitet